# Devon Sawa
Devon Edward Sawa, född 7 september 1978 i Vancouver, Kanada, är en kanadensisk skådespelare. Han började sin karriär som tonåring och har setts i många filmer. Han spelade även huvudrollen i musikvideon till Stan av Eminem, vilket blev en stor hit.

## Filmografi (i urval)
- 1993 – Sherlock Holmes Returns (TV-serie)
- 1994 – Little Giants
- 1995 – Casper
- 1995 – Nu & för alltid
- 1996 – I tornadons öga
- 1996 – Robin av Locksley
- 1997 – The Boys Club
- 1997 – Wild America
- 1998 – A Cool, Dry Place
- 1998 – SLC Punk!
- 1999 – Around the Fire
- 1999 – Idle Hands
- 2000 – Final Destination
- 2000 – The Guilty
- 2002 – Slackers
- 2002 – Extreme Ops
- 2003 – Spider-Man (Tv-serie)
- 2004 – Extreme Dating
- 2005 – Shooting Gallery
- 2006 – The Devil's Den
- 2009 – Creature of Darkness
- 2010 – NCIS: Los Angeles (TV-serie)
- 2010 – Endure
- 2010 – Random Walk (Kortfilm)
- 2011 – 388 Arletta Avenue
- 2012 – The Philly Kid
- 2013 – A Resurrection
- 2010–2013 – Nikita (TV-serie)
- 2014 – A Warden’s Ransom
- 2015 – The Exorcism of Molly Hartley
- 2015 – Life on the Line
- 2015 – Broad Squad
- 2016 – Real Detective (TV-serie)
- 2016 – Punk's Dead: SLC Punk 2
- 2017 – Somewhere Between (TV-serie)
- 2018 – Hawaii Five-0 (TV-serie)
- 2019 – Escape Plan: The Extractors
- 2019 – The Fanatic
- 2019 – Jarhead: Law of Return
- 2020 – Disturbing the Peace
- 2020 – MacGyver (TV-serie)
- 2020 – Hunter Hunter
- 2021 – Death Rider in the House of Vampires
- 2021 – Black Friday
- 2021 – Magnum P.I. (TV-serie)
- 2021 – Chucky (TV-serie)
- 2025 – Heart Eyes